# آئین-بسم
آئین-بسم یک منطقهٔ مسکونی در الجزایر است که در ولایه الجزائر واقع شده‌است.

## خصوصیات
آئین-بسم ۲۸٬۴۰۰ نفر جمعیت دارد.